# Hugo Dyonizy Steinhaus
Hugo Dyonizy Steinhaus, poljski matematik, * 14. januar 1887, Jaslo, Galicija, Poljska,  † 25. februar 1972, Wrocław, Poljska.

## Življenje in delo
Steinhaus je bil profesor na Univerzi v Lvovu (1920-1941) in v Vroclavu (1945-1961), na Univerzi Notre Dame (Indiana, ZDA; 1961-1962), Univerzi v Sussexu (1966), član Poljske akademije (od 1945) in Poljske akademije znanosti (od 1952) in mnogih mednarodnih znanstvenih društev in akademij znanosti.
Bil je ustanovitelj lvovske matematične šole in avtor mnogo del (preko 170) s področij matematične analize, verjetnostnega računa in statistike.
Napisal je nekaj izvrstnih del o matematiki: Kaj je in kaj ni matematika (Czym jest, a czym nie jest matematyka) (1923), Matematični kalejdoskop (Kalejdoskop matematyczny) (1938), Sto vprašanj (Sto zadan) (1958), Glave ali repi (Orzel czy reszka) (1961).
Skupaj z Banachom je ustanovil revijo Studia Mathematica (1929) in sam Zastosowania matematyki (Uporaba matematike) (1953).